# Айнажи
А́йнажи (латыш. Ainažiо файле; до 1917 года — Гайнаш, нем. Haynasch, лив. Āinast) — город (с 1928 г.) в Лимбажском крае Латвии. Расположен на побережье Рижского залива у границы с Эстонией. До 1 июля 2009 года входил в состав Лимбажского района.
Айнажи — колыбель латвийского мореходства и самый маленький город в Видземе. Его население в 2013 году составляло 891 человек, из которых 92 % — латыши, 3 % — русские, 2 % — эстонцы.
Находится на европейском автомобильном маршруте E 67 (шоссе Таллин — Рига). Расстояние до других городов: Рига — 116 км, Цесис — 107 км, Валмиера — 85 км, Пярну — 65 км. До 1977 года в город вела узкоколейная железная дорога Айнажи — Валмиера — Смилтене, также сюда заходило ответвление узкоколейной железной дороги из Эстонии.

## История
На месте современного Айнажи в древности располагался древний ливский рыбацкий поселок. Его отдалённое и уединённое расположение дало ему ливское название — Ainagi (с лив.: Одинокий). Впервые в официальных документах как собственность короны упоминаются в 1564 году под названием Гайнаш. Позднее населённый пункт был в составе Свециемского поместья.
В 1800 году деревня Гайнаш перешла во владение роду баронов Мейендорфов. К тому времени в деревне находились имения Дреймачи, Питтаки, Пелмес и Сапаты. 20 октября 1854 года барон Александр Мейендорф продал поместье за 23 тыс. рублей Максимиллиану фон Альдерскрону, который, в свою очередь, передал его в ренту уроженцу Баварии Александру Вольфу. Договор ренты, заключённый 6 сентября 1856 года, обязывал Вольфа улучшить доходность поместья. При нём выстроены имения Индес, Баложи, Рамани, Менгели, Унтес, Пурыни и Кактыни, а также небольшое деревянное усадебное здание. Вольф также построил в стороне от дороги на Пернов таверну и стекольный завод, а также дом для своей семьи, который назвал Балта муйжиня (Baltā muižiņа). В 1876 году деревня Гайнаш была продана за 60 050 рублей графу Августу Меллину.
Во второй половине XIX века в районе Гайнаша стали активно развиваться судостроение и торговля. В 1864 году, по проекту Кришьяниса Валдемара, капитан Кристиан Далс основал в Гайнаше первую в Латвии морскую школу. Обучение было бесплатным и проходило на латышском, эстонском, а позднее и на русском языках. С основания морской школы Гайнаш ощущал экономический подъём. В 1880—1890-е годы ежегодно школу заканчивали 20—30 капитанов.
В 1900—1905 годах в Гайнаше построен торговый порт. Через него экспортировалось зерно, лён и другие товары. В 1912 году открыт Вольмарский подъездной путь (Гайнаш — Вольмар — Смильтен).
Морская школа просуществовала до Первой мировой войны. С июня 1915 по апрель 1916 года в Гайнаше находился штаб 431-го пехотного Тихвинского полка, оборонявшего побережье Рижского залива. В Гайнаше располагались и несли сторожевую службу 1-й и 3-й батальоны полка, наблюдение за морем велось с маяка и выстроенной вышки. Береговая линия была укреплена несколькими линиями проволочных заграждений, окопов и блиндажей. В Гайнаше была сосредоточена вся артиллерия, приданная 431-му полку: 3-я батарея 108-го артиллерийского дивизиона, всего 6 орудий.
На случай прорыва немецкого десанта разработан план эвакуации войск и жителей Гайнаша, мосты были подготовлены к подрыву, демонтирована железнодорожная ветка (в сентябре 1915 года), взорван порт. В конце мая 1916 года 431-й Тихвинский полк передислоцировали на территорию Австро-Венгрии для участия в Брусиловском прорыве.
В конце сентября 1917 года 7 германских аэропланов сбросили на Гайнаш 15 бомб; в результате этого налёта погибли две женщины и ранена одна. 13 октября 1917 года к Гайнашу приблизилась германская эскадра, которая с 10 до 12 часов обстреливала побережье.
В 1920 году деревня Айнажи стала отдельной муниципальной единицей, а в 1926 году получила статус города. В здании морской школы разместились правление восстанавливаемого порта и начальная школа.
Несмотря на то, что в 1920—1930-е годы были выполнены грандиозные работы по восстановлению порта в Айнажи (обновлён мол, акватория порта освобождена от затонувших судов и углублена, построен маяк), выйти на довоенный уровень не удалось. Корабли не могли причаливать к берегу, поэтому транспортировка грузов производилась с помощью барж.
Айнажи значительно пострадал во время Второй мировой войны. Снова была сожжена морская школа, разрушены порт и зерновые склады. После войны предпринималась попытка восстановить портовую инфраструктуру, но строительство Пярнуского порта остановило эти работы. Айнажи потерял свое экономическое значение и превратился в курортный город.

## Достопримечательности
- Ветряные генераторы — у дороги «Виа Балтика». Первая ветряная электростанция в Балтии.
- Музей Айнажской мореходной школы. Знакомит с историей первой латвийской морской школы и строительством парусных судов на побережье Балтийского моря. В саду коллекция якорей и буйков.
- Музей пожарных. В Айнажи работает Добровольное общество пожарных. С его деятельностью можно познакомиться в Айнажском музее пожарных. В витринах музея представлены фотографии и отражена деятельность пожарных с самого начала деятельности общества. Реставрированы ручные и моторные насосы, ручные сирены. Широко представлены различные награды (медали, почётные грамоты и вымпелы), представлены старинные документы и многое другое. В 2004 году Добровольное общество пожарных получило своё знамя.
- Памятный камень «Белое солнце». Установлен в 1998 году, символически представляет карту морских путешествий латышских моряков.
- Церковь святого преподобного Арсения Великого — православный храм, построенный в 1895 году.